# Яньбянь Бэйго
«Яньбянь Бэйго» или (кит. 延边北国足球俱乐部) — китайский футбольный клуб из провинции Цзилинь, город Хуньчунь, выступающий во второй лиге. Представляет Яньбянь-Корейский автономный округ, в составе команды выступают этнические корейцы, главным тренером также приглашён корейский специалист Чхве Динь Хан. 

## История клуба
Клуб «Яньбянь Бэйго» был основан в декабре 2016 года в городе Хуньчунь, Яньбянь-Корейский автономный округ, провинция Цзилинь. Первоначально была любительской и выступала в региональных соревнованиях провинции Цзилинь. В 2016 году стала победителем региональных соревнований. В 2017 году команда некоторое время называлась «Яньбянь Бэйго Чанбайшань» (延边北国长白虎), заняла 8-е место в любительском турнире городов Китая, а также второе место в региональной группе Любительской лиги и общее пятое место. В 2018 году приняла участие в розыгрыше второй лиги, заняла 23-е место, а также в Кубке Китайской футбольной ассоциации, где дошла до четвёртого раунда, в котором проиграла клубу Суперлиги «Шаньдун Лунэн» со счётом 0—6.